# 小松島市立坂野中学校
小松島市立坂野中学校（こまつしましりつ さかのちゅうがっこう）は、かつて徳島県小松島市坂野町字根上りにあった公立中学校。
2011年7月22日の市議会全員協議会で小松島市立立江中学校との統合を5年以内に行う方針が示された。
生徒数の減少などの理由で2016年3月31日をもって閉校し、小松島市立立江中学校と統合し、同年4月1日に小松島市立小松島南中学校が開校された。

## 基礎データ
全校生徒数
- 287人（2014年度（平成26年度）当時）[2]
- 199人（2015年度（平成27年度）当時）[3]

全卒業生数　
- 10,911人（2015年度（平成27年度）当時）[3]

最寄駅
- 四国旅客鉄道阿波赤石駅

最寄バス停
- 徳島バス坂野バス停

## 沿革
- 1947年 - 那賀郡坂野町坂野中学校として開校。
- 1956年 - 小松島市立坂野中学校と改称。
- 1962年 - 給食制度が始まる。
- 2016年（平成28年）
  - 3月21日 - 閉校式典挙行。[3]
  - 3月31日 - 閉校。
  - 4月1日 - 小松島市立小松島南中学校に統合。

## 校歌
- 作詞: 船越茂孝
- 作曲: 小川一郎

## 部活動
毎月第2日曜日は部活動が休止になる「ノー部活日」が採用されている。
- バレーボール（男・女）
- ソフトテニス（男・女）
- 卓球
- 剣道
- バドミントン
- サッカー
- 軟式野球
- 美術
- 科学・園芸
- 吹奏楽
- 新体操
- 柔道
- 駅伝

## 著名な卒業生
- 畠山準（プロ野球選手）
- 佐野靖（音楽学者）